# Sozialistisches Anwaltskollektiv
Das Sozialistische Anwaltskollektiv war eine kollektiv betriebene Anwaltskanzlei in West-Berlin, die vor allem Studenten der 68er-Bewegung in Strafsachen verteidigte und in der Öffentlichkeit besonders durch die Verteidigung mehrerer Mitglieder der Rote Armee Fraktion (RAF) im Stammheim-Prozess bekannt wurde. Das Sozialistische Anwaltskollektiv wurde am 1. Mai 1969 von Horst Mahler, Klaus Eschen, Hans-Christian Ströbele und Ulrich K. Preuß gegründet. Es existierte bis 1979.
Die Mitarbeiter des Anwaltskollektivs machten später sehr unterschiedliche Karrieren: Horst Mahler war 1970 Gründungsmitglied der linksextremistischen Terrororganisation RAF, vollzog später eine Wendung zum Rechtsextremismus, Hans-Christian Ströbele wurde Bundestagsabgeordneter und Parteisprecher der Grünen, Klaus Eschen bekleidete von 1992 bis 2000 das Amt eines Richters am Verfassungsgerichtshof des Landes Berlin und Ulrich K. Preuß wurde Jura-Professor.

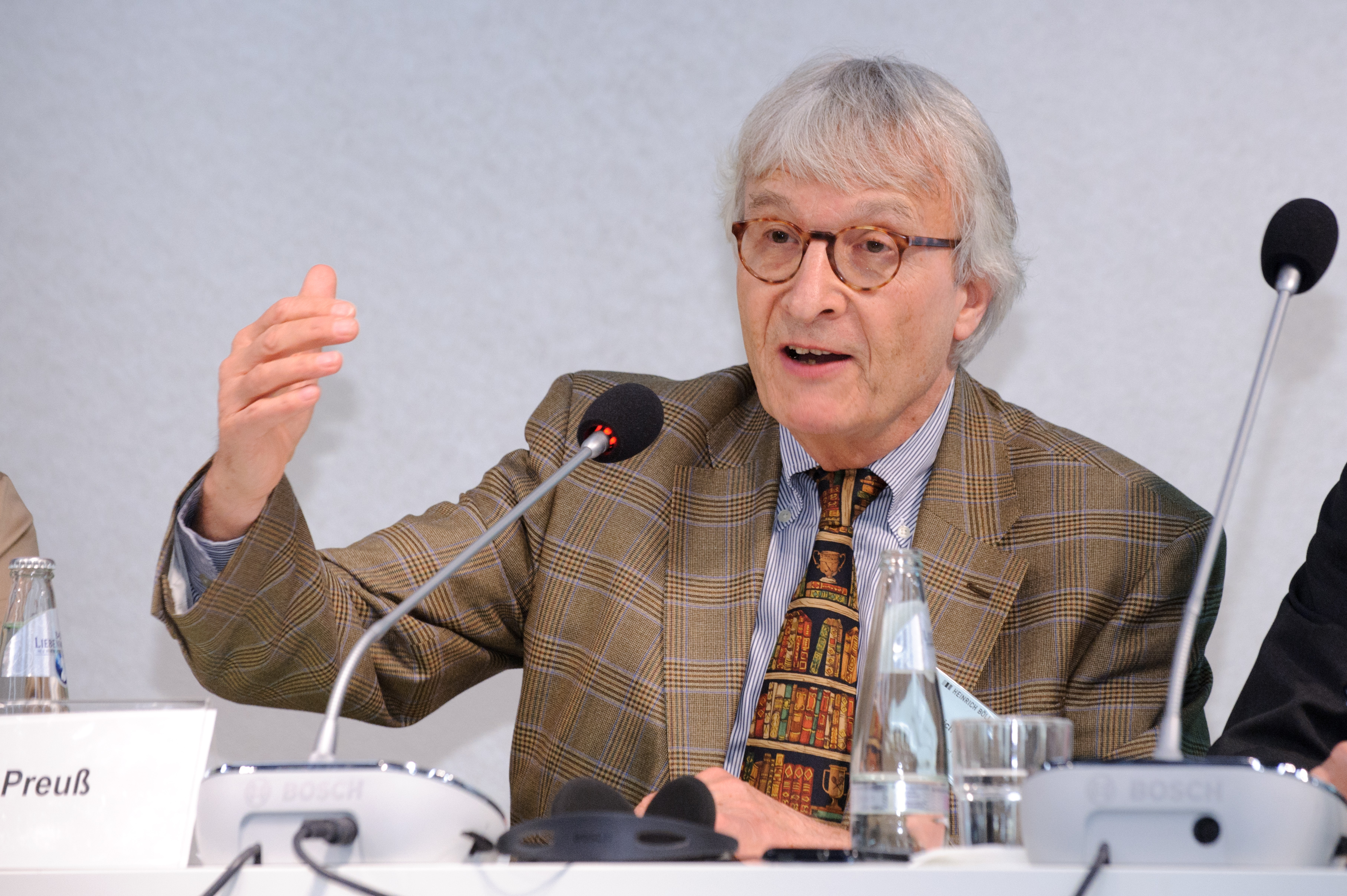
Ulrich K. Preuß (2011)

## Vorgeschichte
Horst Mahler war Mitglied des  SDS und wurde deshalb aus der SPD ausgeschlossen, nachdem diese 1961 die Unvereinbarkeit der beiden Mitgliedschaften beschlossen hatte. Ab 1964 engagierte er sich in der außerparlamentarischen Opposition besonders als Anwalt für strafverfolgte Studenten. Er galt als Staranwalt und stand im Mittelpunkt des Medieninteresses. 1968 hatten Mahler und Eschen zusammen mit dem späteren Bundesinnenminister Otto Schily und Ernst Heinitz die späteren Mitbegründer der Rote Armee Fraktion, Andreas Baader und Gudrun Ensslin, im Aufsehen erregenden Prozess um die Kaufhaus-Brandstiftungen am 2. April 1968 verteidigt.
Hans-Christian Ströbele trat am 2. Juni 1967 – dem Tag, an dem der Student Benno Ohnesorg bei der Anti-Schah-Demonstration von dem Polizisten Karl-Heinz Kurras erschossen wurde – als Rechtsreferendar in die Kanzlei Mahlers ein.

## Tätigkeit des Sozialistischen Anwaltskollektivs
Am 1. Mai 1969 gründeten Horst Mahler, Klaus Eschen, Hans-Christian Ströbele und Ulrich K. Preuß das Sozialistische Anwaltskollektiv. Die Benennung als Anwaltskollektiv folgte der Praxis in der DDR. Diese Provokation wurde bis zum Bundesverfassungsgericht verhandelt.

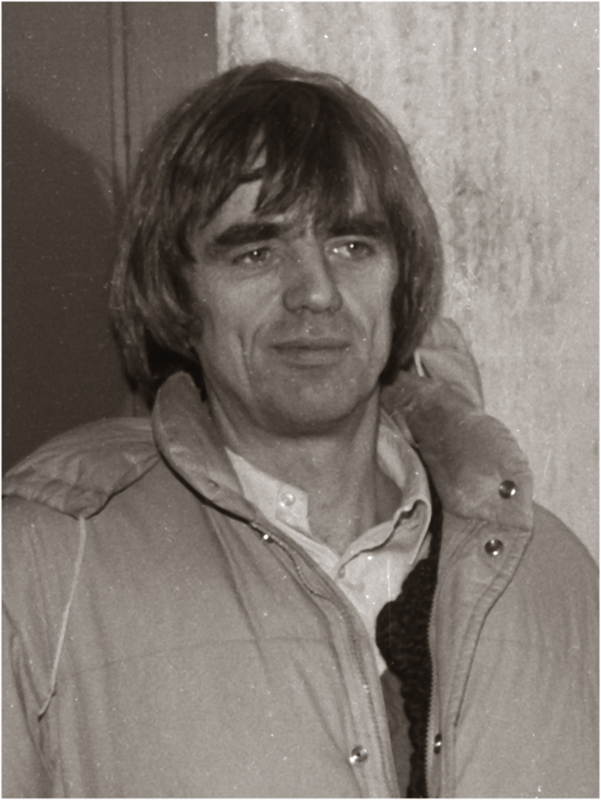
Hans-Christian Ströbele (1987)

Ab 1970 übernahm Ströbele die Verteidigung von RAF-Terroristen, darunter Andreas Baader, im Stammheim-Prozess. 1975 wurde er wegen Missbrauchs der Anwaltsprivilegien noch vor Prozessbeginn von der Verteidigung vor dem Gericht in Stuttgart-Stammheim ausgeschlossen. 1980 wurde Ströbele von der 2. Großen Strafkammer beim Landgericht Berlin wegen Unterstützung einer kriminellen Vereinigung zu einer Freiheitsstrafe von 18 Monaten auf Bewährung verurteilt, da er am Aufbau der RAF nach der ersten Verhaftungswelle 1972 mitgearbeitet habe und in das illegale Informationssystem der RAF involviert gewesen sei. Dieses Urteil wurde 1982 von der 10. Großen Strafkammer des Berliner Landgerichts auf 10 Monate reduziert. Ströbele bestritt die Vorwürfe und erklärte, das Informationssystem habe lediglich der Arbeit als Verteidiger für die gefangenen Mitglieder der RAF in den Jahren 1970 bis 1975 gedient.

## Mahlers Abtauchen in den Untergrund
Im April 1970 war Mahler an der Baader-Befreiung beteiligt, tauchte unter und ließ sich mit anderen RAF-Mitgliedern in Jordanien von der Fatah für den bewaffneten Kampf ausbilden. Damit schied er aus dem Sozialistischen Anwaltskollektiv aus. Nachdem Mahler am 8. Oktober 1970 in Berlin festgenommen worden war, begann am 1. März 1971 im Kriminalgericht Moabit der erste von zwei Prozessen gegen ihn, Irene Goergens und Ingrid Schubert. Die Anklage gegen Mahler lautete auf Beihilfe zu gemeinschaftlich versuchtem Mord und Gefangenenbefreiung. Er wurde von Otto Schily verteidigt, die beiden Frauen von Klaus Eschen und Hans-Christian Ströbele. Mahler wurde freigesprochen, blieb aber wegen anderer Tatvorwürfe in Haft.  Später wurde er wegen Bankraubs und Gefangenenbefreiung zu 14 Jahren Haft verurteilt.

## Die späteren Karrieren der Anwälte
Nach der Auflösung des Sozialistischen Anwaltskollektivs 1979 gründeten Klaus Eschen und andere Anwälte, darunter Otto Schily, Werner Holtfort, Rupert von Plottnitz und Gerhard Schröder, den Republikanischen Anwaltsverein (RAV). Bis 1991 war Eschen Vorsitzender des RAV. Von 1992 bis 2000 war er Richter am Verfassungsgerichtshof des Landes Berlin.
Ströbele gehörte 1979 zu den Gründern sowohl der Grünen Partei als auch der linksalternativen Tageszeitung taz. Bereits 1978 gehörte er zu den Mitbegründern der Alternativen Liste für Demokratie und Umweltschutz, des späteren Landesverbandes der Grünen in Berlin. 1990/91 war er Sprecher, das heißt einer von zwei gleichberechtigten Vorsitzenden, der Bundespartei.
Mahler sagte sich im Gefängnis vom Terrorismus los. Mit Hilfe seines damaligen Rechtsanwalts, des späteren Bundeskanzlers Gerhard Schröder, wurde er 1980 nach Ablauf von zwei Dritteln seiner Haftstrafe vorzeitig entlassen. Sein Bewährungshelfer wurde der evangelische Theologe Helmut Gollwitzer. 1987 erlaubte der Bundesgerichtshof Mahlers Wiederzulassung als Anwalt; erneut vertrat ihn Gerhard Schröder anwaltlich. Etwa seit 1997 wandte sich Mahler dem Rechtsextremismus zu. Von 2000 bis 2003 war er Mitglied der NPD und vertrat die Partei 2002 im NPD-Verbotsverfahren. Dabei traf er auf Otto Schily, der als Bundesinnenminister Antragsteller war. Das Verfahren endete mit der Einstellung des Verfahrens. Wegen verfassungswidriger Betätigung, darunter Holocaustleugnung, Mord- und Gewaltandrohungen, antisemitischen und neonazistischen Äußerungen erhielt er weitere Geld- und Haftstrafen. Ein vorläufiges Berufsverbot von 2004 wurde 2009 mit dem Entzug seiner anwaltlichen Zulassung bestätigt.

## Rezeption und Nachwirkung
Der 2009 veröffentlichte Dokumentarfilm Die Anwälte – Eine deutsche Geschichte von Birgit Schulz zeichnet die Biografien der Anwälte Schily, Ströbele und Mahler nach. Dabei spielt das Sozialistische Anwaltskollektiv eine zentrale Rolle.
Ein Tisch aus den Räumen des Sozialistischen Anwaltskollektivs wurde bekannt, weil er später noch für andere Protagonisten der 68er-Bewegung und ihrer Nachfolger zu einem Symbol wurde. Den Tisch, an den mindestens 30 Personen passten, hatte Ströbele bei einem Trödler erworben. Später übernahm ihn die Kommune 1 in der Berliner Stephanstraße und danach wurde er zum Redaktionstisch der taz. Schließlich endete er in einem besetzten Haus, wo er verheizt wurde.